# Politolana tricarinata
Politolana tricarinata is een pissebed uit de familie Cirolanidae. De wetenschappelijke naam van de soort is voor het eerst geldig gepubliceerd in 2001 door Riseman, Pires-Vanin & Brusca.